# FREE MONKEY
FREE MONKEY（フリーモンキー）は、日本のお笑いコンビ。太田プロダクション所属。かつてはトリオとして活動していた。

## メンバー

### 現メンバー
磯野 大輔（いその だいすけ、1987年9月25日（37歳） - ）
ツッコミ担当。
東京都小平市出身、法政大学工学部都市環境デザイン学科卒業（指定校推薦）。身長178 cm、体重75 kg。血液型はA型。

けんたろう（本名：竹澤 健太郎〈たけざわ けんたろう〉1988年1月21日（37歳） - ）
ボケ・ネタ作り担当。
長野県塩尻市出身（東京都東村山市育ち）、東洋大学社会学部社会学科卒業。身長173 cm、体重60 kg。
ワタナベエンターテインメント所属時代はリンゴーズというコンビを組んでいた。その後フリーとなりピン芸人として活動していた時期がある。
2020年3月1日からSNSに毎日ギャグおよびショートコントを投稿し続けている。
25歳ごろから薄毛に悩まされていたが独学で対策し、改善した。
タバコはケントSシリーズ1ミリまたはiQOS、ベイプ。最近はglo、プルームテック、iQOSイルマ、gloハイパー、gloハイパーエックス2も吸う。

### 旧メンバー
宗像 祐太朗（むなかた ゆうたろう、1987年7月25日（37歳） - ）
東京都小平市出身、杏林大学卒業。血液型はB型。
芸人になる前はアウディの西東京支店で働いていた。

志野 譲二（しの じょうじ、1987年6月8日（37歳） - ）
東京都小平市出身、血液型はB型。

## 来歴
現メンバーの2人は高校の同級生であり、けんたろうは休み時間の度に1学年7クラスを1つずつ全部回ってショートコントを披露していたなど、学校の人気者だった。
2011年での結成当初は太田プロエンタテイメント学院の2期出身同士による磯野と宗像からなるコンビだったが、9月に志野が加入してトリオとなる。2014年に宗像と志野が脱退、ワタナベエンターテインメントとの所属契約が解除となりフリーでピン芸人として活動していたけんたろうが入れ替わりの形で加わり、現在へ至る。

## 芸風
主に元気系のコント、時に漫才。
けんたろうが勢いで前へ出て磯野が控えめにツッコむスタイル。

## 出演
- 勇者ああああ（テレビ東京）けんたろうのみ